# Сорокотяги
Сорокотя́ги — село в Маловільшанській сільській громаді Білоцерківського району Київської області. Засноване в 1630 році. Населення — близько 710 жителів.
В селі розташована дерев'яна церква святих жінок-мироносиць, збудована 1891 (за деякими іншими даними, 1910) року. Вона є пам'яткою архітектури місцевого значення і зображена на гербі та прапорі села.

## Населення

### Мова
Розподіл населення за рідною мовою за даними перепису 2001 року:
| Мова       | Кількість | Відсоток |
| ---------- | --------- | -------- |
| українська | 704       | 98.88%   |
| російська  | 8         | 1.12%    |
| Усього     | 712       | 100%     |